# Woiwodschaft Częstochowa

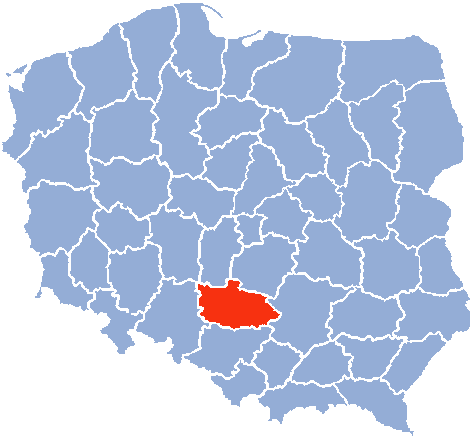
Politische Karte Polens, Woiwodschaft Częstochowa rot hervorgehoben

Die Woiwodschaft Częstochowa (polnisch województwo częstochowskie) war in den Jahren 1975 bis 1998 eine polnische Woiwodschaft, die 1999 im Zuge einer Verwaltungsreform weitestgehend in der heutigen Woiwodschaft Schlesien aufging; eine kleine Region im Westen um Olesno ging an Opole. Hauptstadt war das namensgebende Częstochowa (Tschenstochau).
Bedeutende Städte waren (Einwohnerzahlen von 1995):
- Częstochowa (259.500)
- Myszków (34.000)
- Lubliniec (26.900)

Derzeit ist eine Wiedergründung der Woiwodschaft in Gespräch.